# 2016년 다인 사이버 공격

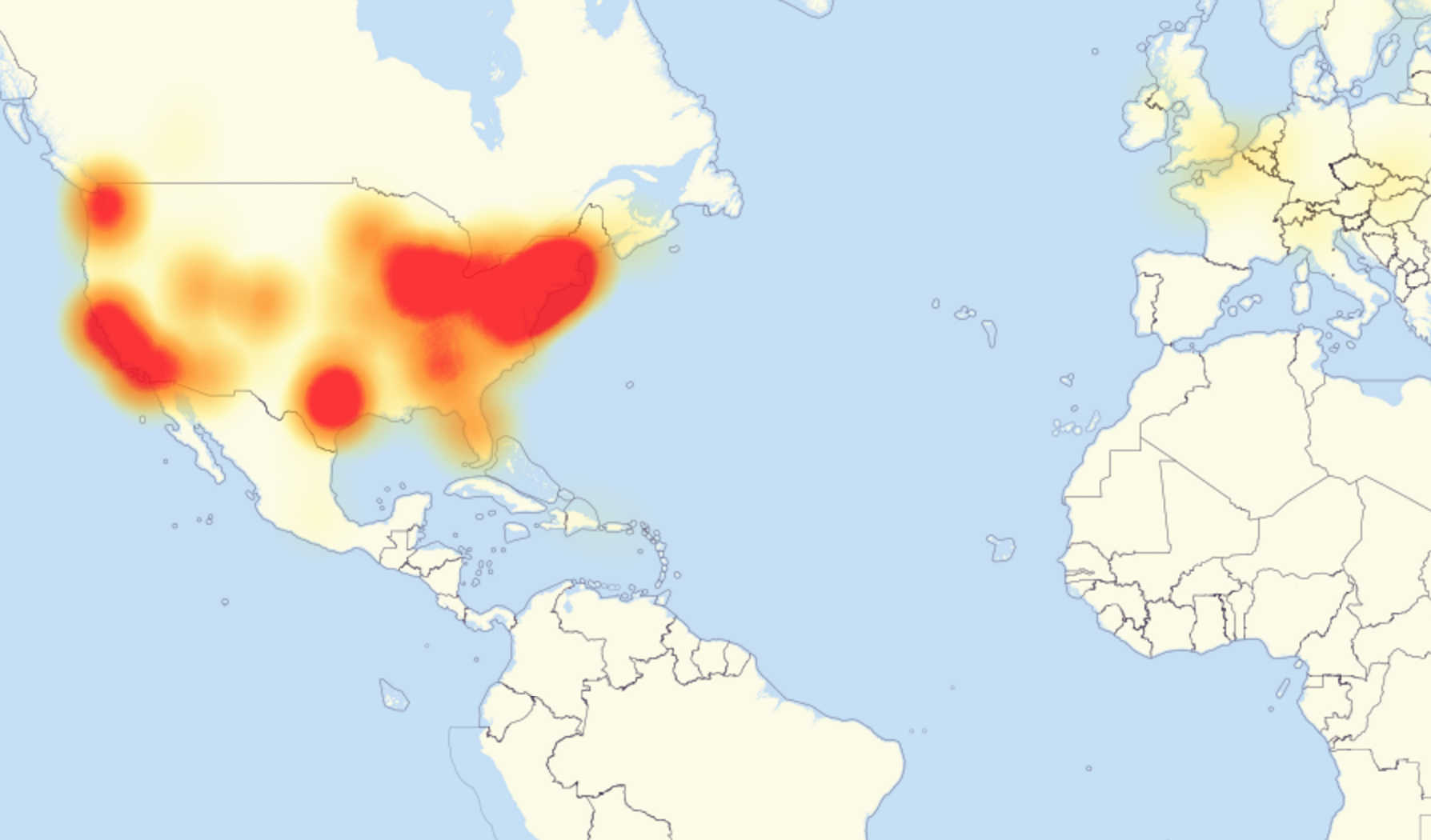
다인 공격 당시 미국의 트래픽 지수를 그린 지도.

2016년 다인 사이버 공격은 2016년 10월 21일, 인터넷 도메인 네임 시스템 업체 다인(Dyn)에 대한 다발적 서비스 거부 공격을 말한다. 이 공격으로 미국과 유럽이 막대한 피해를 입었다.

## 같이 보기
- 워너크라이
- 보안 취약점